# Palinaspis barbata
Palinaspis barbata är en insektsart som beskrevs av Ferris 1942. Palinaspis barbata ingår i släktet Palinaspis och familjen pansarsköldlöss. Inga underarter finns listade i Catalogue of Life.